# 人民中国

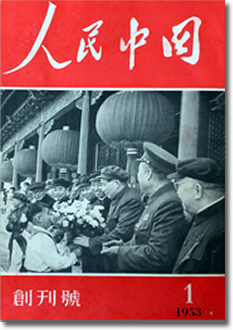
《人民中国》創刊號

人民中国は、人民中国雑誌社が北京で出版する日本語雑誌。日本では東方書店から刊行されている。中華人民共和国政府傘下の紙媒体日本語雑誌としては、2010年時点で唯一のものである。

## 概要
1949年、中国のことを諸外国に知ってもらうための広報誌として誕生。1950年に英語版、1951年にロシア語版、1953年に日本語版が出された。

## 日本語版
北京と東京にオフィスがあり、中国と日本双方で印刷、販売している。時代の変化に合わせて何度かリニューアルしており、現在では日中の相互理解が編集上の重要なコンセプト。オールカラー。